# Jean-Luc Vignaud
Jean-Luc Vignaud, né à Nîmes le 14 octobre 1948, est un saxophoniste français.

## Biographie
À l’âge de douze ans, il étudie la musique classique dans la classe de saxophone de Jacques Pierson.
En 1969, il entre au Conservatoire national supérieur de musique de Paris.
Il obtient trois premiers Prix en saxophone et musique de chambre, ainsi qu’un deuxième prix international de Paris en musique de chambre.
En parallèle de ses études classiques, depuis l’âge de seize ans, il réalise ses premières expériences dans l’univers du jazz en big band...
Il a joué dans différentes formations du trio au big band, avec des musiciens aux talents affirmés : 
Denis Badault, Henri Texier, Claude Bolling, Bernard Lubat, Pierre Michelot, Louis Sclavis, Denis Leloup et bien d’autres jazzmans.
En 1980 création du TRIPTYQUE-ORCHESTRA, big band de vingt quatre musiciens, dirigé par Jean-Luc Vignaud, compositeur principal de l’ensemble Louis Vigneron.
L’année 1984 (octobre) enregistrement du premier disque, avec une dédicace de Martial Solal.
Citant : « j’ai eu un énorme plaisir à écouter ce disque plein de bonnes surprises. Nul doute que cet orchestre a sa place parmi les meilleurs. »
Une carrière musicale partagée entre la musique classique le jazz et les différents styles, modernes, free, latin, africain et fusion.
Tournées en soliste et formations : aux États-Unis, Autriche, Belgique, France, Venezuela, Mayotte...
Concerts en soliste, avec un orchestre de quarante musiciens, à l’Opéra de Tokyo (Japon) et celui de Séoul (Corée du Sud).
Depuis quelques années, il découvre les joies du piano et de la composition, œuvres écrites pour "Le JLV- ORCHESTRA".
En 2013, il se lance dans la production et la distribution de son invention, La Ligature JLV, un accessoire pour saxophones et clarinettes récompensé par le prix du président de la République au Concours Lépine Paris 2013.